# Вовули
Вовули — заповідне урочище місцевого значення. Об'єкт розташований на території Надвінянського району Івано-Франківської області, Довжинецьке лісництво, квартал 26, виділ 15.
Площа — 7,0000 га, статус отриманий у 1988 році.